# Seseli vulgare
Seseli vulgare är en flockblommig växtart som beskrevs av Pietro Bubani. Seseli vulgare ingår i släktet säfferötter, och familjen flockblommiga växter. Inga underarter finns listade i Catalogue of Life.